# Callimima
Callimima is een geslacht van vlinders van de familie sikkelmotten (Oecophoridae), uit de onderfamilie Oecophorinae.

## Soorten
- C. daedalma Turner, 1935
- C. lophoptera (Lower, 1894)